# Павлюков Олександр Семенович
Олександр Семенович Павлюков (нар. 16 квітня 1946, Ярославль, РРФСР) — радянський український футбольний тренер.

## Кар'єра тренера
На початку 1991 року очолив севастопольську «Чайку», якою керував до травня 1991 року.

## Особисте життя
Син, Володимир, професіональний футболіст.